# 顏仟汶
顏仟汶（Sophie Ngan，1970年12月17日—），原名顏少玲；香港女演員，當時藝名亦羚。1989年從第十五期無綫電視藝員訓練班畢業，同期同學有林家棟、黃德斌、雷宇揚、劉錫明、黎芷珊和林燕明等。，於1996年離開無綫電視，其後一度退出娛樂圈，任職秘書。2019年起復出為無綫特約演員。

## 簡介
1998年，顏仟汶受到好友陳明君邀請，重返娛樂圈，與亞洲電視簽約，不久因為涉及同性戀雜誌所刊登的祼露照片而遭解僱。此後，顏仟汶專注於電影發展，在短短幾年間參演大量三級片，成為艷星。2004年，顏仟汶息影退出娛樂圈，轉行發展服裝買賣。2019年以特約演員身份復出為無綫電視拍攝廣告及劇集。

## 私人生活

### 感情生活
顏仟汶在亞洲電視工作期間，曾經与同台藝員杜汶澤相戀，後來與圈外人結婚，之後與前夫於2018年離婚。

### 政治立場
顏仟汶亦有參與支持港版國安法的聯署。

## 演出作品

### 電視劇（無綫電視）
- 1990年 我本善良 飾 趙姑娘
- 1990年 午夜太陽 飾 貴　婦
- 1990年 孖仔孖心肝 飾 玲　玲
- 1990年 戀愛快拍 飾 劉德意（德意妹）
- 1990年 香港蛙人 飾 Alice
- 1990年 人在邊緣 飾 宜同學
- 1990年 大唐名捕
- 1991年 日月神劍 飾 公　主
- 1991年 三八佳人 飾 Tammy
- 1991年 今生無悔 飾 阿　鳳
- 1991年 浪族闊少爺 飾 Kitty
- 1991年 蜀山奇俠之仙侶奇緣 飾 赤髮龍女
- 1991年 怒海孤鴻 飾 余敏英
- 1991年 情陷特區 飾 阿　玉/女工乙
- 1991年 大家族 飾 女記者
- 1991年 卡拉屋企 飾 黃金珠
- 1991年 老友鬼鬼 飾 蓮
- 1991年 月兒彎彎照九州 飾 歌女甲
- 1991年 命運迷宮 飾 阿　麗
- 1992年 重案傳真 飾 CID
- 1992年 拳王賭至尊 飾 賣花女
- 1992年 血璽金刀 飾 道　姊
- 1992年 巨人 飾 Amy
- 1992年 闔府搶錢 飾 Rose
- 1992年 我愛牙擦蘇 飾 如　花
- 1992年 極度空靈之發達之旅 飾 娟同事
- 1992年 九反威龍 飾 CID美
- 1992年 血濺塘西 飾 秋月
- 1993年 大頭綠衣鬥殭屍 飾 六姨太
- 1993年 天倫 飾 同　事
- 1993年 壹號皇庭II 飾 舞小姐甲
- 1993年 雌雄大老千 飾 Rosa
- 1993年 武尊少林 飾 妓　女
- 1993年 居者冇其屋 飾 女　郎
- 1993年 龍兄鼠弟 飾 飛女甲
- 1994年 孤星劍 飾 妓　女
- 1994年 新重案傳真 飾 阿　敏
- 1994年 婚姻物語 飾 Lily
- 1994年 射鵰英雄傳 飾 白駝山少女
- 1994年 壹號皇庭III 飾 Angel
- 1994年 再見亦是老婆 飾 Shirley
- 1995年 命轉乾坤 飾 Ann
- 1995年 刑事偵緝檔案 飾 酒吧職員
- 1995年 小李飛刀 飾 布（公主）
- 2019年 愛·回家之開心速遞 飾 飛機乘客（第620集）
- 2020年 大醬園 飾 鴇母
- 2023年 一舞傾城 飾 何曼莉
- 2024年 反黑英雄 飾 阿敏（西敏寺）

### 電視劇（亞洲電視）
- 2000年 曲終情未了 飾 林佩雯

### 電視劇（其他/網絡劇）
- 2022年 家族榮耀 飾 芳姨
- 2022年 黑金風暴 飾 劉海燕/燕姐
- 2022年 獅子山下的故事 飾 甄茜碧

### 電影
- 現代應召女郎 (1992)
- 人蛇浴血戰 (1999)
- 垂死一眼 (1999)
- 七條命 (2000)
- 赤裸紅唇 (2000)
- 生人勿近之邪花 (2000)
- 殺手輓歌 (2000)  飾  琪琪
- 獸性新人類 (2000)
- 殺人渡假屋 (2000)
- 現代女性 (2001)
- Fing頭K王之王 (2001)
- 發電俏嬌娃 (2001)
- 情迷豬骨煲 (2001)
- 獸性新人類II–失憶性行為 (2002)
- 聊齋誌異之孽慾孤鬼 (2002)
- 豐胸秘Cup (2002)
- 九龍的天空之旺角馬房 (2002)
- 終極強姦II原始獸性 (2002)
- 皮篋拉屍 (2002)
- 九龍的天空之錯愛馬伕 (2002)
- 欲海縱情 (2003)
- 痛愛 (2003)
- 人間鍊獄之淫間道 (2003)
- 制服的挑逗 (2003)
- 風繼續吹 (2003)
- 齊天大“性”之大鬧女兒國 (2003)
- 扂睿蔗坌傾徹蹲堎 (2003)
- 向左搞向右搞 (2003)
- 偷窺樂無窮之紋身怪客 (2003)
- 色慾城市之淫人師表 (2003)
- 人蛇浴血戰之蛇女添丁 (2003)
- 色慾中環 (2003) 飾千千
- 換妻換上癮 (2003)
- 聊齋艷奇之陸判性經 (2003)
- 誘惑出擊 (2003)
- 色慾城市之赤裸姊妹花 (2003)
- 私家秘密處女 (2003)
- 偷窺樂無窮II之著草威龍 (2003)
- 斗室96小時 (2003)
- 殭屍復活 (2003)
- 應召女郎2003 (2003)
- 九龍的天空之魔鬼屠夫 (2003)
- 古惑仔之天地無盟：人在江湖 (2004)
- 左輪右妳 (2005)
- 禁室軀殼 (2005)
- 聊齋畫皮 (2009)
- 荷花三娘子 (2009)
- 祥賭必贏 (2025)

## 外部連結
- 顏仟汶在香港影庫上的簡介
- 顏仟汶的Instagram帳戶
- 顏仟汶的Facebook專頁